# Championnat de Suisse masculin de volley-ball
Le Championnat de Suisse de volley-ball masculin est appelé Ligue Nationale A.

## Palmarès
| - 1957 : EOS Lausanne - 1958 : VC Universität Berne - 1959 : EOS Lausanne - 1960 : EOS Lausanne - 1961 : Servette VB - 1962 : Servette VB - 1963 : Servette VB - 1964 : Servette VB - 1965 : Servette VB - 1966 : Servette VB - 1967 : Servette VB - 1968 : Star-Onex VBC - 1969 : Star Onex VBC - 1970 : Spada Academica - 1971 : Spada Academica | - 1972 : Spada Academica - 1973 : Spada Academica - 1974 : Servette Star-Onex VBC - 1975 : VBC Bienne - 1976 : VBC Bienne - 1977 : VBC Voléro Zurich - 1978 : VBC Bienne - 1979 : VBC Bienne - 1980 : VBC Bienne - 1981 : Servette Star-Onex VBC - 1982 : Servette Star-Onex VBC - 1983 : Lausanne UC - 1984 : CS Chênois - 1985 : Leysin VBC - 1986 : Leysin VBC | - 1987 : Leysin VBC - 1988 : Leysin VBC - 1989 : Leysin VBC - 1990 : Leysin VBC - 1991 : Lausanne UC - 1992 : Lausanne UC - 1993 : Lausanne UC - 1994 : Lausanne UC - 1995 : Lausanne UC - 1996 : CS Chênois - 1997 : CS Chênois - 1998 : Volley Näfels - 1999 : Volley Näfels - 2000 : Volley Näfels - 2001 : Volley Näfels | - 2002 : CS Chênois - 2003 : Volley Näfels - 2004 : Volley Näfels - 2005 : Volley Näfels - 2006 : CS Chênois - 2007 : Volley Näfels - 2008 : Lausanne UC - 2009 : TV Amriswil - 2010 : TV Amriswil - 2011 : Volley Näfels - 2012 : CS Chênois - 2013 : Pallavolo Lugano - 2014 : Pallavolo Lugano - 2015 : Pallavolo Lugano - 2016 : TV Amriswil | - 2017 : TV Amriswil - 2018 : Lausanne UC - 2019 : Lausanne UC |